# Oregaard
Oregaard er en gammel kongsgård, den nævnes første gang i 1231 og kaldt Orebirk. Oregaard ligger i Ore Sogn, Skovby Herred, Nordfyns Kommune. Hovedbygningen er opført i 1600. Danmarks Husdyrpark er på Oregaard.
Oregaard er på 43,6 hektar med Karensminde

## Ejere af Oregaard
- (1231-1471) Kronen
- (1471-1501) Ebbe Andersen Ulfeldt
- (1501-1527) Anders Ebbesen Ulfeldt
- (1527-1534) Hartvig Andersen Ulfeldt
- (1534-1539) Kronen
- (1539-1546) Poul Henriksen von Ahlefeldt
- (1546-1585) Henrik Poulsen von Ahlefeldt (døde 1583)
- (1585-1588) Abel Henriksdatter von Ahlefeldt
- (1588-1596) Hans Johansen Lindenov
- (1596-1635) Laurids Hansen Lindenov
- (1635-1657) Anne Friis gift Lindenov
- (1657) Sophie Hansdatter Lindenov (døde 1666) gift Rantzau
- (1657-1661) Henrik Frantsen Rantzau (døde 1674)
- (1661-1672) Henrik Ottesen Lindenov
- (1672) Kirsten Henriksdatter Lindenov gift Banner
- (1672-1687) Erik Ottesen Banner
- (1687) Erik Banners dødsbo
- (1687-1694) Thomas Iversen
- (1694-1700) Ditlev Reventlow
- (1700-1704) Cai Hansen Rantzau (døde 1704)
- (1704-1711) Cai Caisen Rantzau
- (1711-1712) Kronen
- (1712-1716) Cai Caisen Rantzau / Otto Blome
- (1716-1719) Christian Carl Gabel
- (1719-1749) Jean Henri lensgreve Huguetan-Gyldensteen
- (1749-1752) Marguerite Marice Francoise Isdore Jeansdatter lensgrevinde Huguetan-Gyldensteen gift von Knuth
- (1752-1802) Johan Henrik Eggertsen lensgreve von Knuth-Gyldensteen
- (1802-1827) Constance Henriette Frederikke Johansdatter lensgrevinde von Knuth-Gyldensteen gift (1) Bernstorff (2) Stolberg (3) Rantzau (4) de Wansonwitz
- (1827-1837) Andreas Erich Heinrich Ernst lensgreve Bernstorff-Gyldensteen
- (1837-1898) Johan Hartvig Ernst lensgreve Bernstorff-Gyldensteen
- (1898-1922) Hugo Kuno Georg lensgreve Bernstorff-Gyldensteen
- (1922-1943) Den Danske Stat
- (1943-1976) Svend Jepsen
- (1976-2006) Gorm Rosencrone von Benzon
- (2006-) Birthe von Benzon